# Albert Ballin

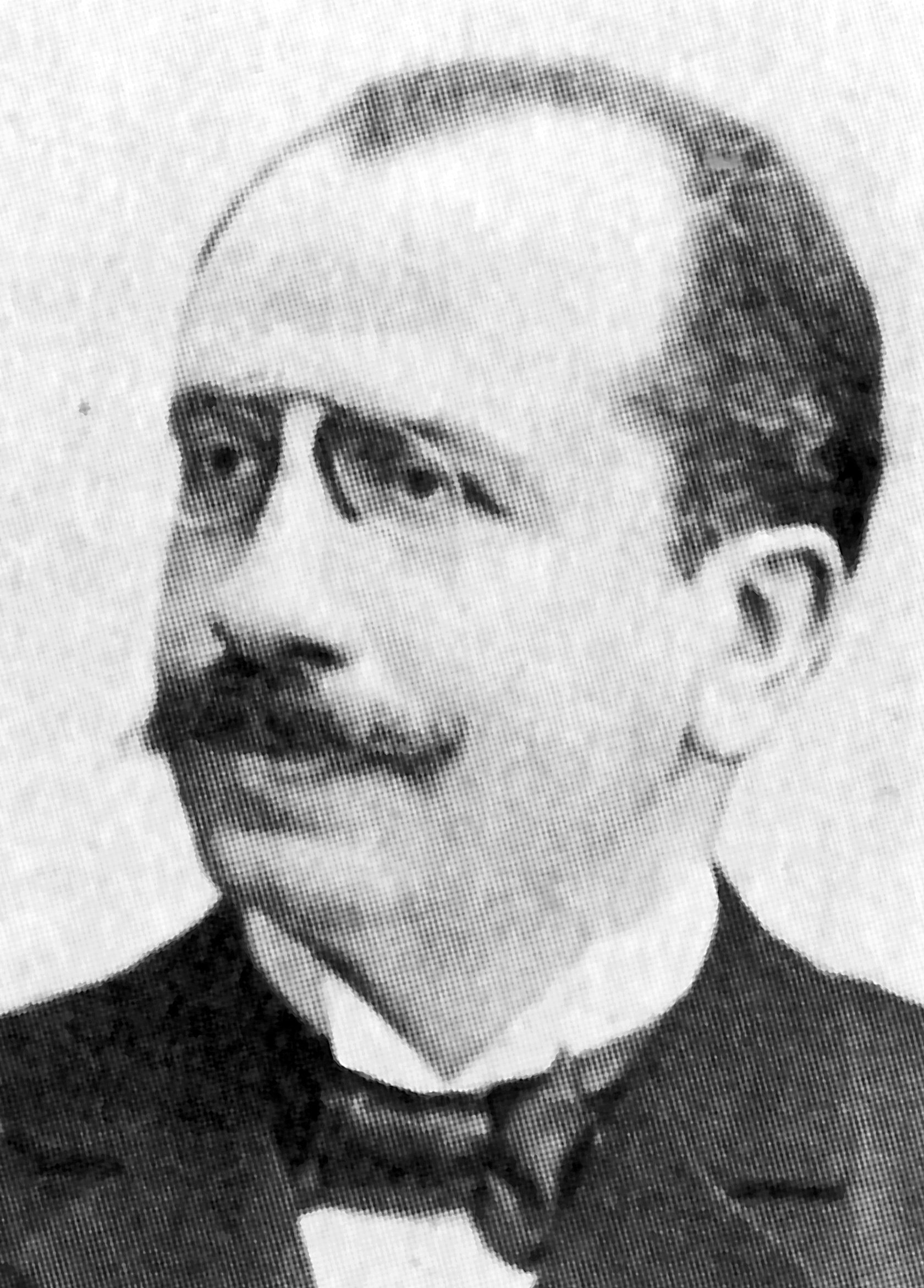
Albert Ballin

Albert Ballin (geboren 15. August 1857 in Hamburg; gestorben 9. November 1918 ebenda) war ein deutscher Reeder und eine der bedeutendsten
jüdischen Persönlichkeiten in der Zeit des deutschen Kaiserreiches. Er machte als Generaldirektor die Hamburg-Amerikanische Packetfahrt-Actien-Gesellschaft (HAPAG) zur größten Schifffahrtslinie der Welt.

## Leben

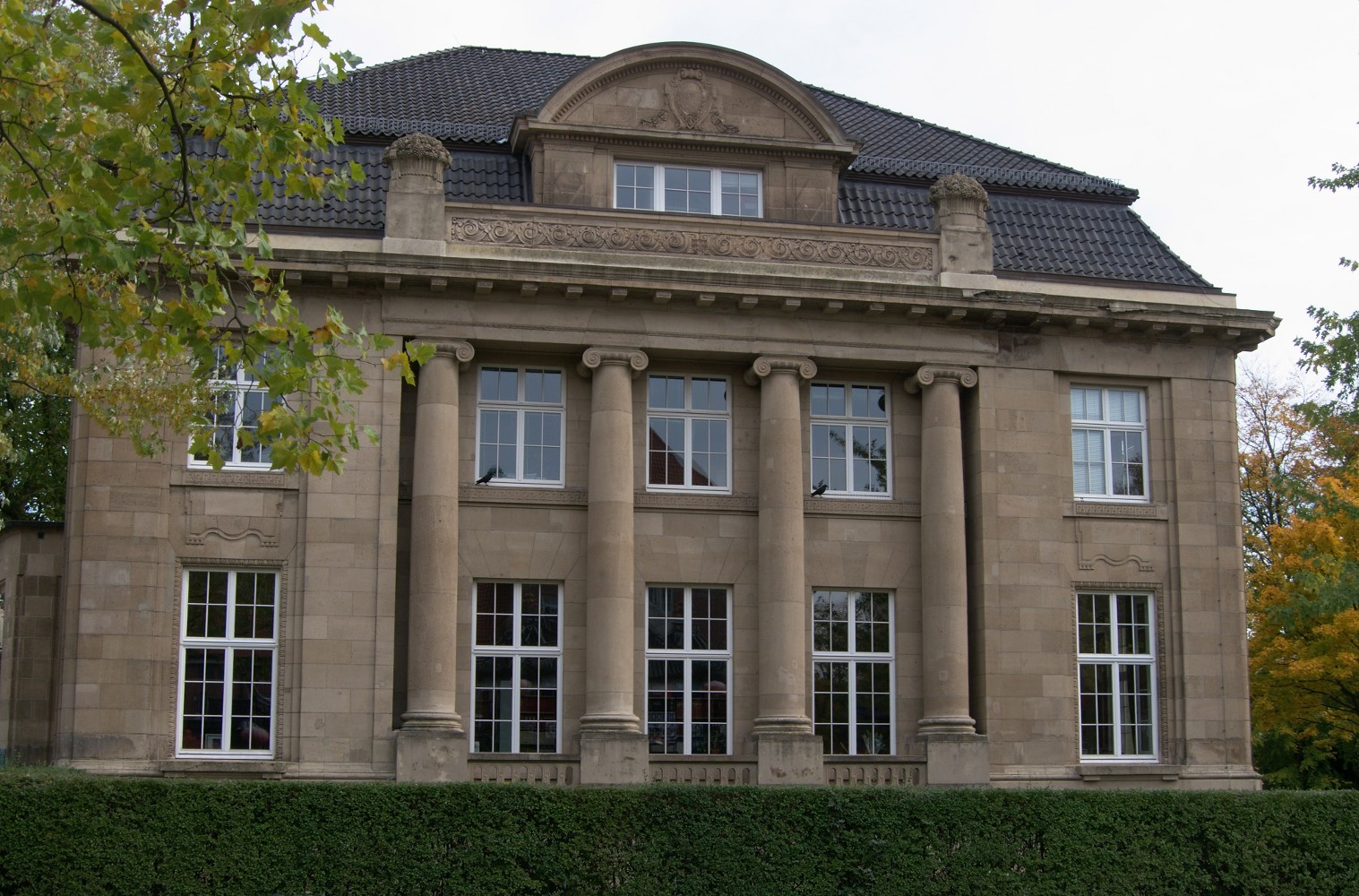
Ehemalige Villa Ballin in der Feldbrunnenstraße in Hamburg-Rotherbaum

Albert Ballin wurde als jüngstes von 13 Geschwistern 1857 in Hamburg geboren. Der Vater Samuel Joseph Ballin (1804–1874) war jüdischen Glaubens und aus Dänemark eingewandert, seine Mutter Amalie (genannt Malchen), geborene Meyer, war aus Altona und stammte aus einer angesehenen Rabbinerfamilie. Der Vater war durch den Hamburger Brand im Jahr 1842 mittellos geworden und hatte 1852 die Auswandereragentur Morris & Co in Hamburg gegründet. Nach Abschluss der Schulausbildung 1874 und nach dem Tod des Vaters musste Albert mit 17 Jahren ins Geschäft einsteigen. 1875 erhielt er Prokura und wurde 1879 Teilhaber bei Morris & Co. Die Firma vermittelte Auswanderungswilligen die Schiffspassagen nach England und weiter nach Nordamerika. 1881 übernahm Morris & Co die Passagevertretung der Hamburger Carr-Linie, die 1886 mit der Rob. M. Sloman-Reederei die Union-Linie bildete. 17 Prozent aller Auswanderungen in die USA wurden 1882 von Morris & Co vermittelt, was Ballin gesicherte wirtschaftliche Verhältnisse und einen gewissen Wohlstand bescherte. Er erwarb im gleichen Jahr (1882) das hamburgische Bürgerrecht, das nur wohlhabenden, regelmäßig Steuern zahlenden Männern offenstand, welche die Gebühr für den Bürgerbrief zahlen konnten.
1883 heiratete Albert Ballin Marianne Rauert, Tochter eines mittelständischen Hamburger Tuchhändlers. Die Trauung wurde nach protestantischem Ritus vollzogen, wenngleich Ballin nicht konvertierte. Diese Ehe blieb kinderlos. 1893 adoptierte das Ehepaar ein Kind aus der weiteren Verwandtschaft Marianne Ballins.
Am 31. Mai 1886 wurde Ballin Leiter der Passagier-Abteilung der HAPAG. 1888 wurde er in den Vorstand der HAPAG berufen und trat aus der Firma Morris & Co aus; letztere wurde 1907 im Handelsregister gelöscht. 1889 gründete er Ballins Dampfschiff-Rhederei, die 1905 unter ihrem späteren Namen ‚Nordsee-Linie Dampfschiffs-Gesellschaft‘ von der HAPAG übernommen wurde. Ab 1899 war er Generaldirektor der HAPAG und machte aus dem Unternehmen die größte Schifffahrtslinie der Welt.

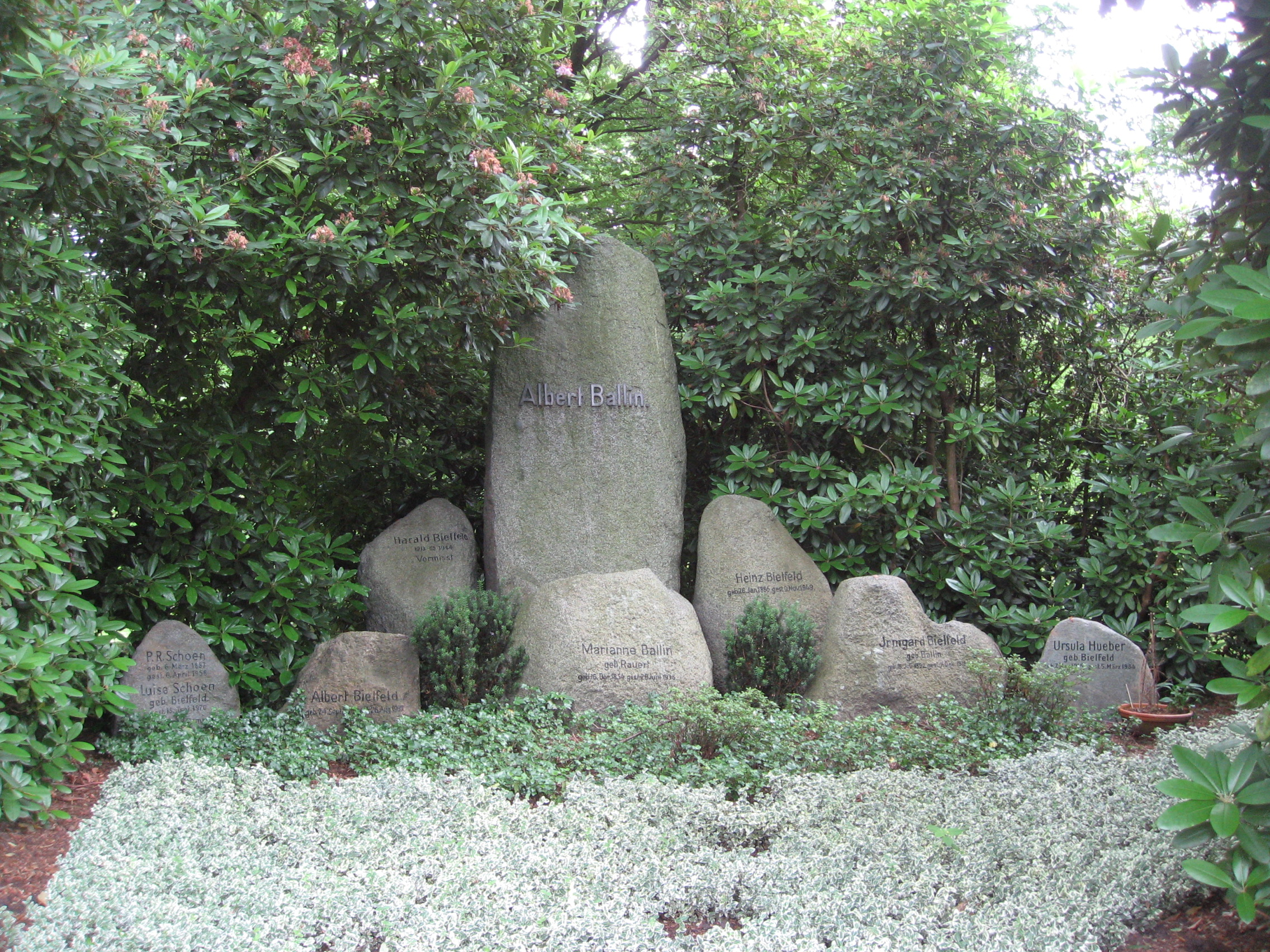
Ballins Grabstätte auf dem Friedhof Ohlsdorf

Von dem Hamburger Architekten Fritz Höger ließ sich Albert Ballin 1906 in Hamfelde bei Trittau im Kreis Stormarn ein Landhaus errichten, in dem er mit seiner Familie vor allem die Sommermonate verbrachte. Das 1908 in seinem Auftrag von den Architekten Lundt & Kallmorgen erbaute Wohnhaus, genannt Villa Ballin (Feldbrunnenstraße 58) steht seit 1982 unter Denkmalschutz und beherbergt heute das UNESCO Institute for Lifelong Learning.
Albert Ballin war ein leidenschaftlicher Patriot und galt vor dem Ersten Weltkrieg als national-liberaler Monarchist. Seine Haltung veränderte sich aber sehr deutlich in den Jahren des maßlosen Wettrüstens zwischen Deutschland und Großbritannien vor dem Krieg und abermals angesichts der Ergebnisse, die der Krieg für die Wirtschaft, die innere Situation in Deutschland und die deutsche Bevölkerung gebracht hatte. Kurz nach Ausbruch des Krieges im August 1914 organisierte er eine Reichseinkaufs-Genossenschaft zum Einkauf von Lebensmitteln aus dem Ausland, deren Leiter er auch war. Immer wieder warnte er vor den maßlosen Schäden, die dieser Krieg für die Wirtschaft und den Handel bringen werde, und bemühte sich zu mehreren Zeitpunkten um Schritte zu einem Separatfrieden. Dabei ging es ihm besonders darum, die Macht von Politikern und Militärs zu brechen. Kurz vor dem Zusammenbruch des Kaiserreiches im November 1918 formulierte er folgende dringende Schlussfolgerungen aus der Misere: „Abdankung der Hohenzollernherrschaft, Aufnahme von Friedensverhandlungen, Herstellung innerer Demokratie, Stärkung der Verantwortung des Parlaments sowie Einführung des allgemeinen und gleichen Wahlrechtes. Dann sind wir in der Lage eine gemeinsame Front gegen den Bolschewismus zu formen.“ Im Revolutionssturm des Novembers wurde auch die HAPAG besetzt und öffentlich die Forderung artikuliert, ihn als Kapitalisten zu verhaften. Gleichzeitig war ein Großteil der in den Ländern der Kriegsgegner aufgelegten Schiffe beschlagnahmt und somit mehr als die Hälfte der Reedereiflotte verloren. Am 9. November 1918, dem Tag der Bekanntgabe des Thronverzichts Wilhelms II. und der Ausrufung der Republik, beging Ballin mit einer Überdosis Beruhigungsmittel Suizid. Er wurde am 13. November auf dem Friedhof Ohlsdorf beigesetzt; die Trauerrede hielt sein langjähriger Freund und Mitstreiter Max Warburg (1867–1946).
Teile des privaten Nachlasses Ballins entdeckte sein Urenkel Heinz Hueber 2018 in Österreich auf seinem Dachboden; eine Auswahl davon wurde anlässlich Ballins 100. Todestages öffentlich ausgestellt.

## Werk
Auf Albert Ballins Anregung entstanden die so genannten Zwischendecks auf den Überseepassagierschiffen, um die Auswanderer billiger und besser transportieren zu können. Die wirtschaftliche Attraktivität des Massengeschäfts beschrieb er mit den Worten: „ohne Zwischendeckspassagiere wäre ich innerhalb weniger Wochen bankrott“. 1886 war die Konkurrenz zwischen der Union-Linie und der Hamburg-Amerika-Linie HAPAG im Auswanderergeschäft groß, und die Konkurrenten teilten den Markt unter sich auf. Nach diesen Absprachen wechselte 1886 Guido Wolff vom Vorstand der Union-Linie in den Vorstand der HAPAG (dort bis 1907).
Im selben Jahr wurde Albert Ballin nach der Übernahme der Carr-Linie durch HAPAG dort Leiter der Passageabteilung. 1887 führte Ballin den Schnelldienst Hamburg–New York ein und wurde 1888 in den Vorstand der HAPAG berufen, der damit auf drei Personen erweitert wurde.

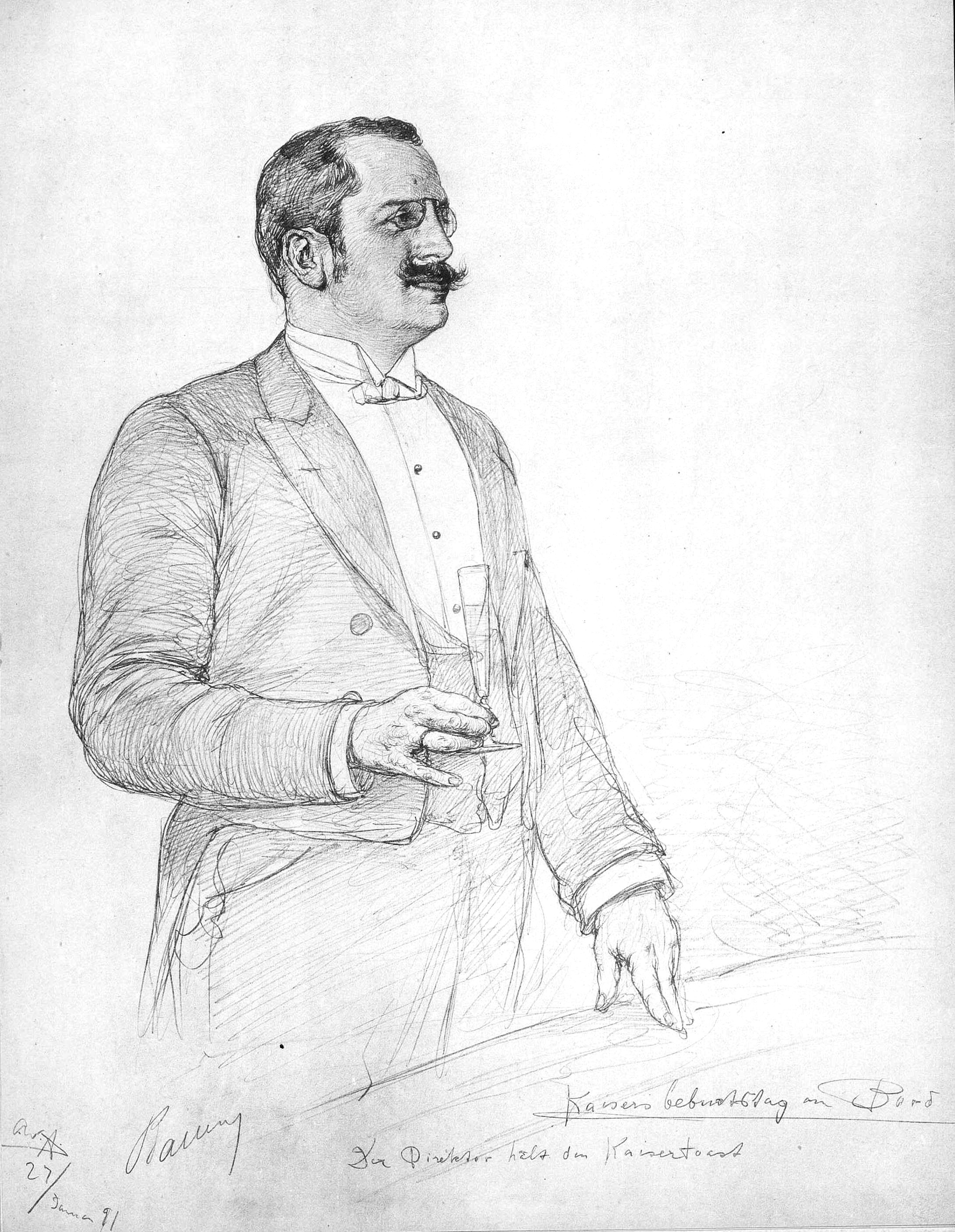
Albert Ballin auf der ersten Kreuzfahrt 1891, Zeichnung von C.W. Allers

Da im Winter die Transatlantik-Passagen wegen des schlechten Wetters und der unruhigen See deutlich weniger gebucht wurden, sandte Ballin die Augusta Victoria 1891 testweise zu einer „Bildungs- und Vergnügungsfahrt“ ins Mittelmeer. Diese Fahrt war durch und durch erfolgreich – das Schiff war komplett ausgebucht, die „Kreuzfahrt“ geboren. Diese Form der Seereise wurde sehr schnell beliebt, viele Reedereien boten in ihrem Programm zusätzlich Kreuzfahrten an.
Mit seiner Berufung zum Generaldirektor der HAPAG im Jahr 1899 war er im Wettbewerb um den schiffsbasierten Transatlantikverkehr für den Bau der damals größten und schnellsten Schiffe der Welt verantwortlich. So gewann 1900 die Deutschland das Blaue Band. 1906 wurde die Kaiserin Auguste Viktoria als größtes Schiff der Welt in Dienst gestellt. 1912 folgte der Imperator (die HAPAG benutzte auf Wunsch von Kaiser Wilhelm II. den männlichen Artikel).
Für die Emigranten, die mit den Schiffen der damaligen HAPAG befördert wurden, schuf Albert Ballin auf gut 55.000 m² auf der Veddel außerhalb Hamburgs die Auswandererhallen. In rund 30 Einzelgebäuden ließ er Schlaf- und Wohnpavillons, Speisehallen, Bäder, einen Musikpavillon, eine Kirche und eine Synagoge sowie insbesondere Räume für ärztliche Untersuchungen errichten. Zweck dieser kleinen Stadt war es, den Emigranten, die auf ihre Überfahrt warteten, einen sicheren Ort zur Verfügung zu stellen. Durch die strengen medizinischen Kontrollen konnten Rückweisungen der Einwanderungsbehörden weitgehend vermieden werden. Die Quote betrug etwa drei Prozent. Der Aufenthalt, die Unterkunft und Verpflegung waren im Preis der Passagiertickets enthalten.
Einige der 1963 abgerissenen Auswandererhallen in Hamburg wurden am originalen Standort rekonstruiert und als Museumsstadt BallinStadt am 5. Juli 2007 eröffnet.

## Mensch

### Akzeptanz in der Gesellschaft
Häufig wird in der Literatur betont, dass Ballin von der Hamburger Gesellschaft nicht voll akzeptiert wurde. Das traf besonders auf alteingesessene Hamburger Kaufmanns- und Juristenfamilien zu, die Ballin als Außenseiter wahrnahmen oder sogar als Emporkömmling betrachteten. Seiner Biografin Susanne Wiborg zufolge war er zwar „Hamburger durch und durch“, sei „aber in seiner Heimatstadt immer ein Fremder“ geblieben (Wiborg 2000, S. 55). Die traditionsbewusste Hamburger Kaufmannschaft legte großen Wert auf Unabhängigkeit, für sie war Ballin zwar ein höchst erfolgreicher Generaldirektor, aber eben nur ein Angestellter und nicht selbst Inhaber einer Firma. Er verkörperte damit den Typus eines modernen Managers, der in der altehrbaren Kaufmannsgesellschaft damals noch wenig Ansehen genoss. Zudem stieß er bei konservativen Bürgern mit seinen modernen Ideen auf Unverständnis, so etwa auch mit der intensiven Einbindung der Presse und der Werbung in sein unternehmerisches Konzept, was unter traditionell auf Diskretion und Zurückhaltung bedachten Kaufleuten als anrüchig galt. Seine Herkunft aus ärmlichen Verhältnissen mag ebenfalls eine Rolle gespielt haben. Auch Ballin selbst hielt sich von den Treffpunkten der Hamburger Traditionsgesellschaft fern und war beispielsweise nie Mitglied der einflussreichen Hamburger Handelskammer. Olaf Matthes gibt zu bedenken, dass seine geschäftlichen und privaten Interessen weit über den Tellerrand seiner Heimatstadt hinauswiesen und Ballin es sich in seiner Position gar nicht leisten konnte, sich mit dem „täglichen Kaufmannskleinkrieg“ zu befassen. Sein Judentum kann als ein weiterer Aspekt gelten, der Ballin zum Außenseiter machte. Er bekannte sich stets zu seiner jüdischen Herkunft, und es war allgemein bekannt, dass eine Konversion für Ballin nicht in Frage kam. Trotzdem war er aufgrund seines Erfolges, aber auch seiner einnehmenden Persönlichkeit durchaus geachtet und angesehen und pflegte Beziehungen mit maßgebenden Persönlichkeiten in ganz Deutschland, darunter selbstverständlich auch viele Hamburger. Mit seinen Hamburger Mitbürgern sprach Ballin in bestem Hafenplatt. Bekannt war er unter anderem für seine Kontakte mit Kaiser Wilhelm II., die er ab 1905 besonders intensiviert hatte und die ihm die Bezeichnung „der Reeder des Kaisers“ einbrachten. Der Kaiser stattete Ballin erstmals im Jahr 1905 einen Besuch in Hamburg und ab 1910 in seinem Haus in der Feldbrunnenstraße ab. Er fühlte sich so wohl, dass er diese Besuche von nun an bis 1914 jedes Jahr im Juni wiederholte. Die Kaiserbesuche waren ein gesellschaftliches Großereignis, an dem die Hamburger Gesellschaft rege teilnahm. Das penibel geführte Gästebuch Ballins umfasst für die Zeit vom 31. Mai 1902 bis zum 29. September 1918 mehr als 190 Blatt. Die angeblich fehlende gesellschaftliche Akzeptanz Ballins ist daher in der Literatur wohl auch überzeichnet worden. Für die von Johannes Gerhardt (S. 74) aufgestellte Behauptung, Hamburger „von Familie“ seien zwar häufig bei Ballin zu Gast gewesen, hätten den sozialen Aufsteiger aber ihrerseits nicht zu sich eingeladen, fehlt Matthes (S. 294) zufolge ein belastbarer Beleg.

### Politisches Engagement

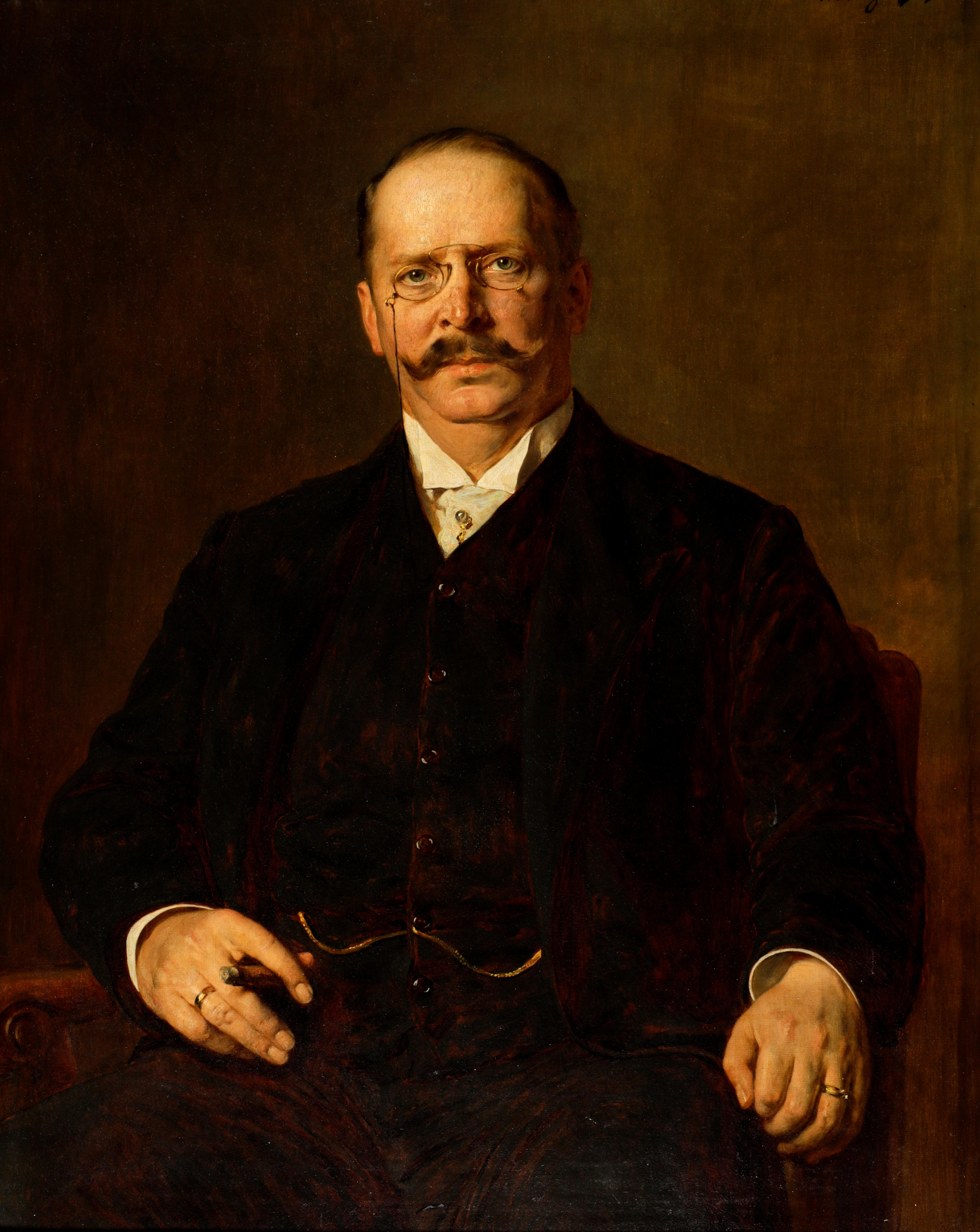
Heinrich von Angeli: Portrait Albert Ballin, 1906

Ballin war Mitglied der jüdischen Gemeinde Hamburgs und spendete oft für gemeinnützige Zwecke. Dabei lagen ihm besonders Aktivitäten zur Bekämpfung der Tuberkulose und der Tropenkrankheiten am Herzen. In seinem Umfeld bemühte er sich um gesellschaftliche Anerkennung, ohne aber seine jüdische Einstellung, sondern mehr seine geschäftlichen Erfolge in den Vordergrund zu stellen. Dabei versteckte er seine konfessionelle Haltung nicht, war aber zugleich daran interessiert, Diskriminierungen durch Nichtjuden zu vermeiden. So sind auch seine Bestrebungen einzuordnen, in den von ihm geführten Unternehmen nicht zu viele Arbeitskräfte mit jüdischer Herkunft zuzulassen.
In der Hamburger Gesellschaft gehörte Ballin zweifelsohne zum Kreis prominenter Juden, die vor dem Krieg die Nähe Kaiser Wilhelms II. suchten und ihn als Garanten für wirtschaftliche Prosperität ansahen. Diese später in despektierlicher Absicht mitunter „Kaiserjuden“ genannten Persönlichkeiten – neben Ballin gehörten dazu der Hamburger Bankier Max Warburg und Berliner Großbürger und Industrielle wie Carl Fürstenberg, Walter Rathenau, James Simon oder Eduard Arnhold – schmeichelten dem Kaiser und machten ihm zum Teil erhebliche Geldgeschenke. Ballin versuchte vor dem Ersten Weltkrieg vergeblich, durch seine Kontakte das Wettrüsten zu verhindern und einen deutsch-englischen Ausgleich zu erreichen. Hierzu führte er unter anderem Gespräche mit dem deutschen Kaiser und dem englischen Bankier Sir Ernest Cassel. Aufgrund der deutschen Flottenpolitik scheiterten seine Bemühungen, und seine Befürchtungen bewahrheiteten sich. Während des Krieges versuchte er, seine Kontakte zu nutzen, um die USA vom Eintritt in den Krieg abzuhalten und Wilhelm II. zum Verzicht auf den uneingeschränkten U-Boot-Krieg zu bewegen. Beides scheiterte. Auf Wunsch der Obersten Heeresleitung wurde er in der Endphase des Krieges als integre Person dazu ausersehen, Friedensgespräche mit England zu führen.  Der frühere Kaiser erwiderte Ballins Anhänglichkeit nicht: Anfang der 1920er Jahre soll Wilhelm zur Selbstrechtfertigung über Ballin gesagt haben, „er habe nie gewusst, dass er Jude sei“, was ihm die Zeitgenossen allerdings nicht glaubten.
Auf Grund seines Ansehens, seiner Aktivitäten zur Verhinderung eines Krieges und seiner immer deutlicheren Distanzposition vor und während des Krieges zur offiziellen Politik des Deutschen Reiches war er mindestens zweimal für das Amt des Reichskanzlers im Gespräch. Auf den letzten Vorschlag, der Mitte 1918 an ihn herangetragen wurde, antwortete er mit einem Brief vom 16. September 1918, in dem er deutlich machte, den nervlichen Anspannungen dieses Amtes nicht mehr gewachsen zu sein. Denn die Kriegsjahre hatten seine Kräfte aufgebraucht, und er litt zeitweilig unter starken Depressionen. Aber sicherlich spielte auch seine jüdische Identität dabei eine nicht unerhebliche Rolle, da er sich nicht durch ein solches Amt und in diesen kritischen Zeiten in das Schussfeld von antisemitischen Anfeindungen begeben wollte. Außerdem misstraute er aus seiner inneren Haltung heraus den revolutionären Kräften der bisher rechtlosen Schichten der deutschen Bevölkerung. Deshalb schlug er für dieses Amt Hugo Stinnes (1870–1924) vor.

### Ehrungen

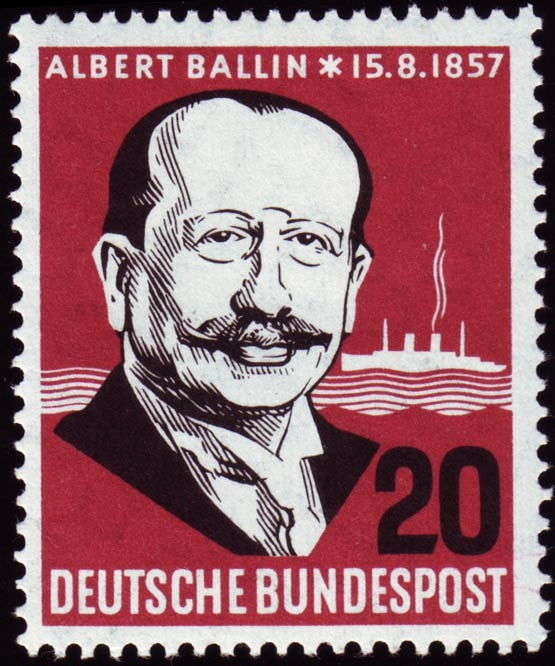
Briefmarke der Deutschen Bundespost (1957) zum 100. Geburtstag

- Roter Adlerorden, 2. Klasse mit Krone und Stern[10]
- Königlicher Kronen-Orden (Preußen), 1. Klasse in Brillanten
- Rote Kreuz-Medaille (Preußen), 3. Klasse
- Eisernes Kreuz, I. Klasse (1915 als Nichtkombattant)
- Ehrenmitglied und Inhaber der Goldenen Denkmünze der Schiffbautechnischen Gesellschaft[11]
- Nach Albert Ballin ist die Straße Ballindamm in Hamburg benannt worden, an der die Hauptverwaltung der HAPAG angesiedelt ist. In Berlin gibt es zudem eine Ballinstraße und in Cuxhaven einen Albert-Ballin-Platz.
- Auswanderermuseum BallinStadt, Hamburg. Am 4. Juli 2007 wurde ein Museum auf dem ehemaligen Gelände der Auswandererhallen eröffnet, deren Bau von Albert Ballin initiiert wurde. Das Museum erinnert an die europäische Auswanderung über Hamburg im 19. und 20. Jahrhundert; beleuchtet werden aber auch die Migrationsbewegungen über vier Jahrhunderte hinweg bis in die Gegenwart.
- 1911: Marmorbildnisbüste Albert Ballin von Bruno Kruse, Auswanderermuseum, Hamburg-Veddel (Ballin-Stadt), Haus 1, Eingangsbereich (Stand: Februar 2023).
- Ein 1923 errichtetes Kontorhaus wurde ebenfalls nach ihm benannt, heißt jedoch seit 1938 Meßberghof. Ballin war als Namensträger wegen seiner jüdischen Abstammung unter nationalsozialistischer Herrschaft nicht länger geduldet. Der damalige Eigentümer, ein Unternehmen der Deutschen Bank, erklärte zwar auf Drängen 1997 seine Absicht, dem Gebäude seinen alten Namen wiederzugeben, doch ist dies bislang (2015) nicht geschehen. Auch vom derzeitigen Besitzer, dem Hamburger Verleger Heinz Bauer, ist keine entsprechende Initiative bekannt.
- Eine Kaianlage auf dem Containerterminal Altenwerder der HHLA wurde 2001 auf den Namen Ballinkai getauft.[12]
- Auch das 1923 von der HAPAG in Dienst gestellte Passagierschiff Albert Ballin wurde nach dem Reeder benannt, durfte den Namen allerdings nur bis 1935 tragen, da es auf Betreiben der Nationalsozialisten umgetauft wurde.

### Sonstiges
Unter dem Namen Konsortium Albert Ballin schlossen sich mehrere Persönlichkeiten und Institutionen Hamburgs zusammen, um die Reederei Hapag-Lloyd vor einem Verkauf ins Ausland zu bewahren.

## Hörspiel
Ein 1950 oder etwas früher entstandenes Hörspiel von Albert Mähl, das der NWDR Hamburg produzierte, trug den Titel:
Albert Ballin; Ein Hörspiel vom Aufstieg hanseatischer Schiffahrt und den Verdiensten, die Albert Ballin daran hatte.
Unter der Regie von Hans Freundt sprachen:
- Carl Voscherau: Albert Ballin
- Karl Wüstenhagen: Edward Carr
- Reinhold Lütjohann: Carl Woermann
- Erik Brädt: Kirsten
- Willi Essmann: John Meyer
- Hartwig Sievers: Carl Laeisz
- Waldemar Staegemann: Bankier Behrens
- Heinz Lanker: Ernst Voss
- Heinz Ladiges: Hermann Blohm

Die Abspieldauer des noch erhaltenen Werkes beträgt 57’30 Minuten.